# Гордієвський Михайло Іванович
Михайло Іванович Гордієвський (23 травня 1885, с. Зеленьки — 11 жовтня 1938, м. Одеса) — український філософ, історик, педагог. Член Товариства українських поступовців, Української партії соціалістів-революціонерів.

## Життєпис
Михайло Гордієвський народився 23 травня 1885 року у селі Зеленьки Київської губернії, нині Миронівського району Київської области у родині священика Івана Микитовича Гордієвського. Племінник Петра Гордієвського.
Закінчив Київську духовну семінарію, історико-філологічний факультет Новоросійського університету (1910, Одеса). Був залишений на кафедрі філософії з метою підготовки для отримання звання професора під керівництвом М. Ланге.
По закінченні аспірантури у 1915 році склав магістерський екзамен. В той самий час він працював учителем історії в реальній школі та жіночій гімназії.
У 1915—1917, 1918—1920 роках був приват-доцентом кафедри філософії Новоросійського університету та Одеських вищих жіночих курсів.
Активний діяч українського національно-визвольного руху в Одесі. Як член української партії соціалістів-революціонерів у 1917 році був кандидатом до Установчих зборів по Херсонському округу від губкомів селянських депутатів, а в січні 1919 року — делегатом Трудового конгресу.
Протягом 1917—1919 років публікувався в газетах: «Українське слово», «Вільне життя», «Молода Україна», «Боротьба» та працював редактором журналу «Основи». Був членом товариств «Просвіта» і «Українська хата».
У 1920—1930 роках працював доцентом, професором Одеського інституту народної освіти (ОІНО), де викладав історію педагогіки, історію педагогічних течій. Від 14 січня до 1 листопада 1926 року був деканом факультету соціального виховання. У 1927—1930 роках керував науково-дослідною кафедрою педагогіки і педології при ОІНО.
В 1924—1926 роках очолював науково-методичну комісію Одеського губкому політичної освіти з питань українізації, у 1926—1930 роках був членом Одеського бібліографічного товариства. В Одеському Науковому Товаристві при Всеукраїнській академії наук був головою товариства, педагогічної секції та підсекції історії педагогіки. Педагогічна секція під його постійним керівництвом готувала доповіді з історії педагогіки та методики викладання.
В 1930—1933 роках обіймав посаду професора в Одеському інституті соціального виховання та Фізико-хіміко-математичному інституті. У цих закладах викладав: історію педагогіки, методологію суспільних наук, сучасні педагогічні течії, історію суспільних наук.
Протягом 1934—1938  років працював професором кафедри історії стародавнього світу історичного факультету Одеського державного університету.
27 березня 1938 року був заарештований, як «учасник і керівник контрреволюційної есерівської організації за проведення шпигунської роботи».
Розстріляний 11 жовтня 1938 року за рішенням виїзної сесії Військової колегії Верховного суду СРСР в Одесі.
В 1992 році Генеральна прокуратура України припинила карну справу за відсутністю доказів.

## Науковий доробок
Почавши свій творчий шлях з вивчення філософії. З 1920-х років активно займався історією педагогіки. Центральними темами його досліджень в цей час стали соціально-педагогічні ідеї Г. Сковороди і Й. Песталоцці. Особливу увагу приділив персоналії останнього, погляди якого були безпосередньо пов'язані з актуальними завданнями будівництва нової радянської системи освіти. Продовженням цих досліджень була праця, в якій вчений намагався проаналізувати влив філософії Канта на педагогіку.
З 1930-х років зосередився на вивченні проблеми рабства в стародавньому Римі, працював над монографією.

### Праці
- Критический разбор двух первых антиномий Канта/ М. И. Гордиевский. — Одесса: Техник, 1910. — 86 с.
- Памяти учителя. К кончине проф. М. М. Ланге/ М. Гордиевский. // Известия Одесского губернского исполнительного комитета и Губернского комитета КП(б)У. — 1921. — 17 февраля.
- Напередодні великого ювілею 1827—1927. До майбутнього святкування 100-их роковин смерті Генріха Песталоцці/ М. Гордієвський. — Одеса, 1926. — 24 с.
- Кант і Песталоцці/ М. Гордієвський.//  Ювілейний збірник на пошану академіка Михайла Грушевського з нагоди шістдесятої річниці життя та сорокових роковин наукової діяльності: Збірник Історико-філологічного відділу. — К., 1928. — 537 с.
- Література з історії педагогіки за 10 років революції/ М. Гордієвський.// Окремий відбиток з «Записок Українського бібліографічного товариства в Одесі» за 1929 р. — Одеса, 1929. — 56 с.
- Вогнище української науки: Одеське наукове товариство при Всеукраїнській академії наук підсумовує свою трилітню діяльність/ М. Гордієвський.// Известия Одесского окружкома КПбУ, Окрисполкома и ОСПС. — 1929. — 28 марта.
- М. І. Пірогов і «Одесский Вестник»/ М. І. Гордієвський. // Записки Українського бібліографічного товариства в Одесі. — 1930. — Ч. 4. — С. 3 — 22.
- Наукова й громадсько-педагогічна діяльність професора М. М. Ланге./ М. І. Гордієвський.// Записки Одеського наукового при ВУАН товариства. — 1930. — № 1. — С. 1 — 47.
- Л. А. Смоленський (з нагоди 25-тиріччя смерти). До історії українського руху в Одесі / М. Гордієвський. // Шквал. — 1930. — № 35. — С. 8 — 9.